# Jaworzyna Kokuszczańska

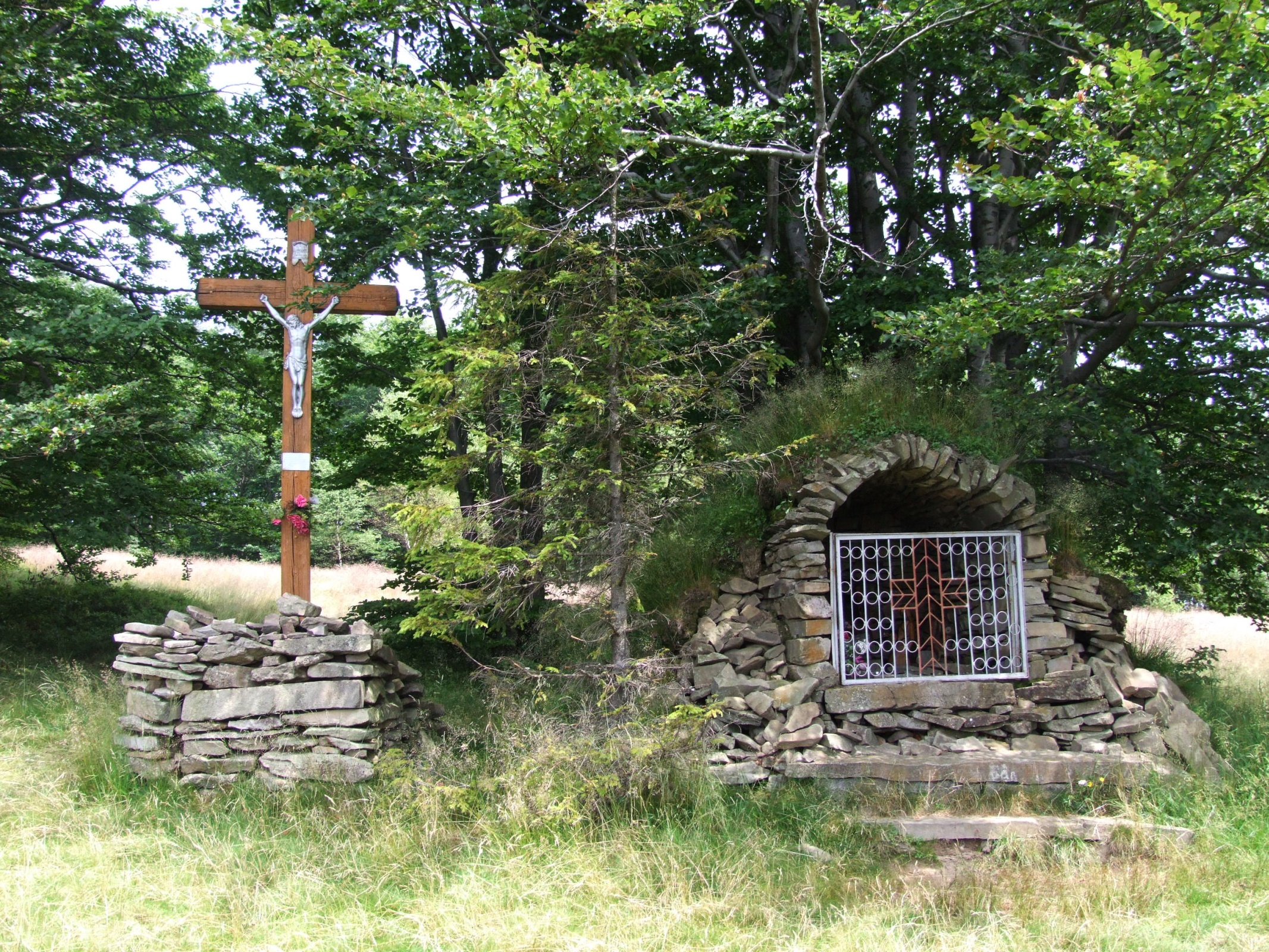
Kamienna kapliczka pod szczytem

Jaworzyna Kokuszczańska (966 m) – szczyt w grani głównej Pasma Jaworzyny Krynickiej w Beskidzie Sądeckim. Znajduje się w tej grani pomiędzy Zadnimi Górami a Przełęczą Bukowina. Nazwa pochodzi od znajdującej się na nim Hali Jaworzyna oraz miejscowości Kokuszka, do której ta hala należy. Szczyt wznosi się nad miejscowościami Kokuszka i Złotne.
Jest to słabo wyodrębniony i niewybitny wierzchołek. Południowe stoki opadają do doliny Popradu. W stokach tych ma swoje źródła potok Jaworzyna. Powyżej źródeł tego potoku, pod szczytem Jaworzyny Kokuszańskiej znajdują się zabudowania jednego gospodarstwa rolnego należącego do przysiółka Łazisko miejscowości Kokuszka. Stoki północne opadają do doliny Kamienicy. Spływa spod nich potok Homerka. 
Przez szczyt Jaworzyny Kokuszczańskiej prowadzi czerwony Główny Szlak Beskidzki. Z okolic szczytu oraz z ciągnącej się po obydwu jego stronach, zarastającej już Hali Jaworzyna rozległe widoki na Pasmo Radziejowej, a przy dobrej pogodzie widoczne są także słowackie Tatry Wysokie. W kierunku wschodnim boczny grzbiet odchodzący od szczytu Hali Pisanej do doliny Popradu, w kierunku zachodnim wierzchołek Makowicy.
Pod szczytem Jaworzyny Kokuszczańskiej pod kępą buków  znajduje się murowana z kamienia kapliczka, a w niej szopka betlejemska wykonana przez ludowego artystę – Józefa Grucela z Ochotnicy Dolnej w Gorcach. Obok niej umieszczono krzyż i kamienny ołtarz. 

## Szlaki turystyczne
– znakowany czerwono Główny Szlak Beskidzki na odcinku pomiędzy Rytrem a Jaworzyną Krynicką.